# Okres Miskolc
Okres Miskolc (maďarsky Miskolci járás) je okres v severovýchodním Maďarsku v župě Borsod-Abaúj-Zemplén. Jeho správním centrem je město Miskolc.

## Sídla
| - Alsózsolca - Arnót - Berzék - Bőcs - Bükkaranyos - Bükkszentkereszt - Emőd - Felsőzsolca - Gesztely - Harsány - Hernádkak - Hernádnémeti - Kisgyőr | - Kistokaj - Kondó - Köröm - Mályi - Miskolc - Nyékládháza - Onga - Ónod - Parasznya - Radostyán - Répáshuta - Sajóbábony - Sajóecseg | - Sajóhídvég - Sajókápolna - Sajókeresztúr - Sajólád - Sajólászlófalva - Sajópálfala - Sajópetri - Sajósenye - Sajóvámos - Sóstófalva - Szirmabesenyő - Újcsanálos - Varbó |